# Ústup
Ústup település Csehországban, a Blanskói járásban. Ústup Olešnice, Rozsíčka, Křetín és Kněževes településekkel határos. Lakosainak száma 38 fő (2024. január 1.).

## Népesség
A település lakosságának változását az alábbi diagram mutatja:
| Lakosok száma | 208  | 207  | 183  | 101  | 75   | 49   | 44   | 44   | 43   | 38   |
|               | 1869 | 1900 | 1921 | 1961 | 1980 | 2011 | 2016 | 2019 | 2021 | 2024 |